# Bokcaféer i Lund

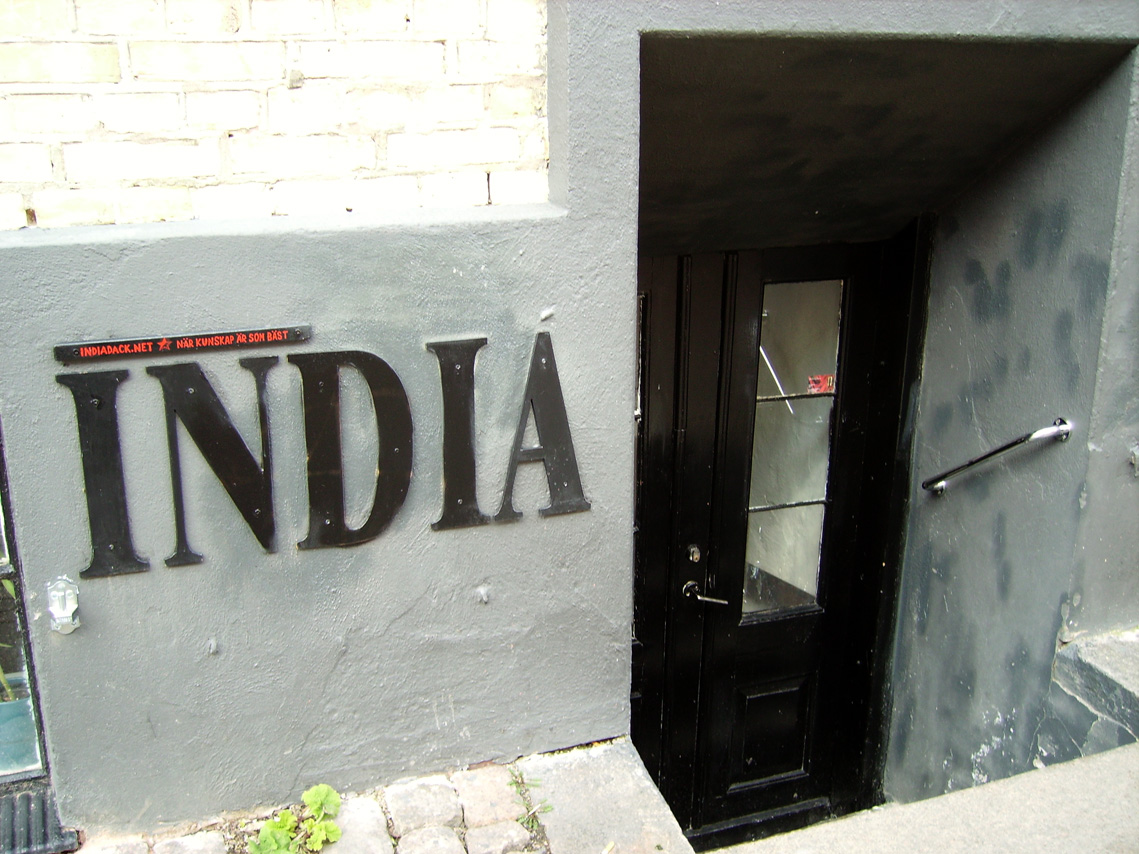
Ingången till India Däck

Den här artikeln behandlar Lunds historia av bokcaféer.

## Bokcafét i Lund
Bokcafét hade redan från starten ambitionen att vara en obunden och osekteristisk vänsterbokhandel specialiserad på samhällsinriktad, radikal och marxistisk litteratur, såväl svensk som internationell, samt en samlingspunkt för den progressiva och socialistiska rörelsen i Lund med omnejd. Bokcafét vilade helt på ideell grund. Ett antal personer ur kretsarna kring Zenit och Clarté, som i Lund just höll på att söka sig bort från gamla lojaliteter, svarade för startkapitalet genom att teckna aktier i Lunds Bok- och Tidskrifts AB.
Den 2 mars 1970 öppnade man i hörnan S:t Petri Kyrkogata och Winstrupsgatan, mitt emot det då alldeles nybyggda Stadsbiblioteket och på samma sida av S:t Petri Kyrkogata som Jean Sellems Galleri S:t Petri för experimentell och marginell konst. Lokalen på S:t Petri Kyrkogata 7 var på klassisk kafémark: på Petri Pumpa brukade Frans G. Bengtsson spela schack. Idag (2018) hyser lokalen hotellet The Bishop Arms.
Bokcafét i Lund kom att bli känt som en mycket välsorterad vänsterboklåda, och katalogen var alltid omfattande med ämnesmässiga översikter skrivna av lundafolk. Den första katalogen kom 1973/1974, den andra från 1977/1978 innehöll ca 10 000 titlar från ca 1 000 förlag, varav drygt 4 000 titlar från ca 180 skandinaviska förlag. Ur Bokcaféts postorderservice växte fram ett månatligt magasin som presenterade och recenserade nya böcker, Bokcaféts Månadsbulletin, som kort före Bokcaféts konkurs i början av 1980-talet bytte ägare och namn till Bokbox. Så småningom blev Bokcafét norra Europas största vänsterbokhandel.
Från bokavdelningen gick en halvtrappa upp till caféet, där studiecirklar pågick på kvällarna. Ett tryckeri med förlag, Revo Press, kom också att knytas till verksamheten.
Under en tioårsperiod var Bokcafét en samlingspunkt för vänsterkretsar i Lund, men med ökad konkurrens och sviktande marknad för vänsterlitteratur fick caféet ekonomiska problem och i början av 1980-talet gick det i konkurs.

## India Däck Bokcafé
Det dröjde sedan några år innan Lund på nytt fick ett bokcafé. Även detta var ett bokcafé av vänstersnitt. Svarta Lådan var en liten tidningskiosk intill bokhandeln Arken, som anarkisterna i Lund fick överta av Miljöpartiet 1985. Året därpå startades det anarkistiska bokcafét Wapiti på Kiliansgatan och det fanns kvar till 1992. 1997 innehades som ett mellanspel lokalen Underjorden på Kungsgatan.
India Däck var en firma som importerade bildäck från Indien, vars namn och lokal på Bankgatan de frihetliga socialisterna övertog 2000, och India Däck Bokcafé flyttade så till Stora Algatan 3 under 2002 och där finns man ännu kvar med en ideell verksamhet som påminner om det ursprungliga Bokcafét, men med en mer frihetlig och utomparlamentarisk profil, vilket väl också kan sägas återspegla den nutida lundavänstern. Förutom sedvanlig kaféverksamhet arrangeras fester och filmkvällar, föredrag, studiecirklar, utställningar, sport och andra gemensamma aktiviteter, och man deltar också i olika politiska arrangemang med andra vänstergrupper, exempelvis Skåne Socialt Forum, 30 november och 1 maj. Men det viktigaste är ändå bokförsäljningen, där radikal litteratur letas upp eller importeras och säljs. En förlagsverksamhet har också startat som hittills producerat en bok om anarkismens historia och en om arbetarrådens relevans i vår tid.